# Amando Blanquer Ponsoda
Amando Blanquer Ponsoda (Alcoy, 5 de febrero de 1935 – Valencia, 7 de julio de 2005) fue un compositor y pedagogo musical de la Comunidad Valenciana.

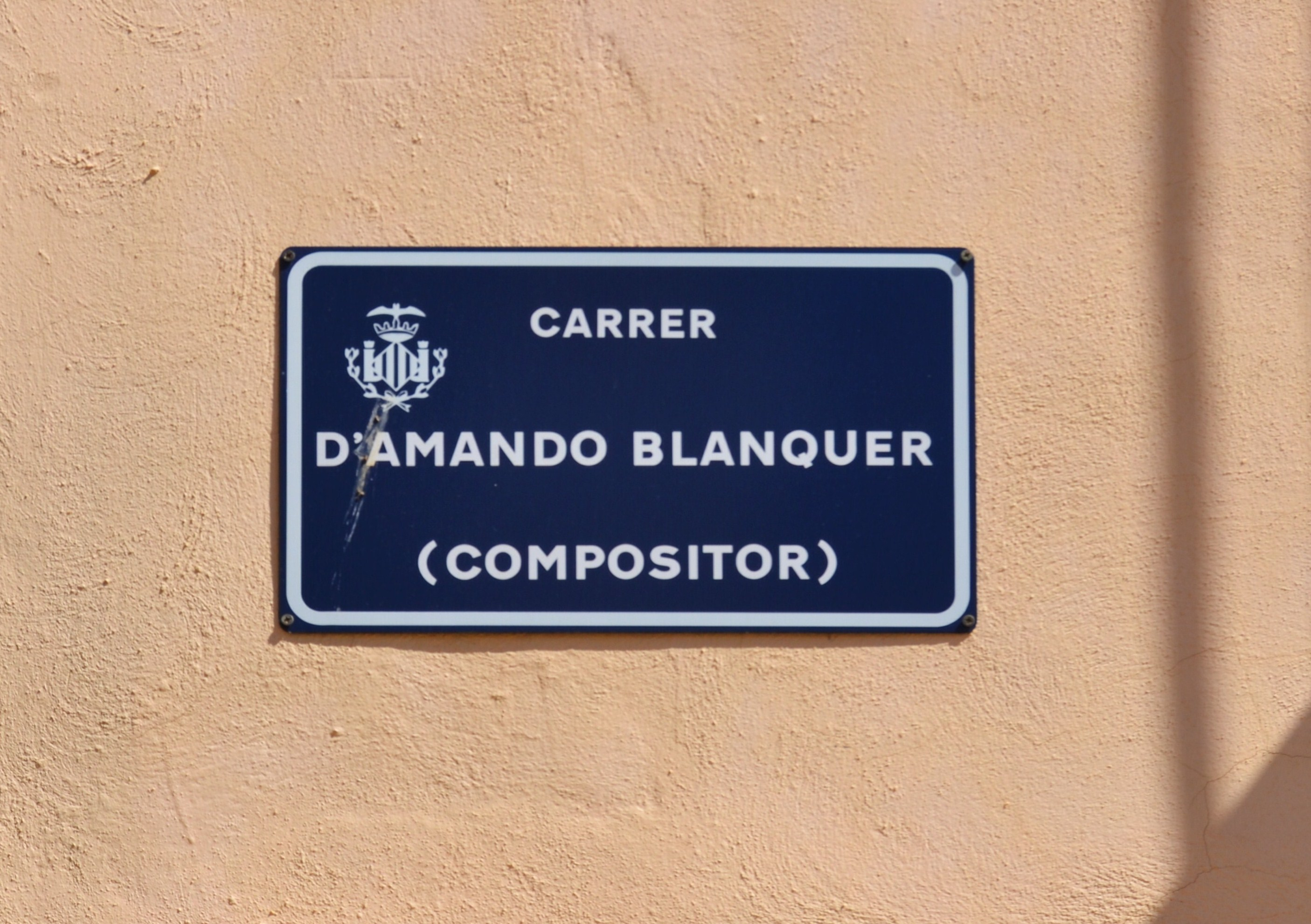
Placa de la calle dedicada al músico en el barrio de Campanar, de Valencia.

## Biografía
Nació en el seno de una familia humilde. De niño sufrió una larga enfermedad que, unida a las penalidades de la guerra y la posguerra, hizo de él una persona introvertida que canalizó sus aficiones hacia la lectura y la música. Formó parte de la Banda Primitiva de Alcoy como trompista. Sus dotes musicales atrajeron la atención de diversos benefactores particulares e institucionales que le ayudaron en su carrera musical.
Estudió en el Conservatorio de Valencia con Miquel Asins Arbó y Manuel Palau. Su primera obra que se estrenó es la Suite Blanca, de 1956. Después se trasladó a París donde estudió con Olivier Messiaen. También estudió en Roma con Goffredo Petrassi.
Se dedicó a la enseñanza por su vinculación con el Conservatorio de Valencia, donde ocupó las cátedras de contrapunto y composición, así como la dirección (1971-76). También es destacable su contribución en el ámbito de las bandas de música.
La devoción a los conjuntos de viento es evidente en su obra, dejando un número importante de composiciones tanto para banda como para conjuntos más reducidos de instrumentos de viento.
Su obra abarca todo tipo de géneros y ha recibido una difusión relevante tanto en la Comunidad Valenciana como en el resto de España y en otros países.
Entre otros reconocimientos recibió la Distinción de la Generalitat Valenciana al Mérito Cultural, la Medalla de las Bellas Artes y el Premio Nacional de Música, y el Premio Internacional de Unicef. Tras su muerte uno de los reconocimientos recientes ha sido la medalla de la Universidad Politécnica de Valencia.

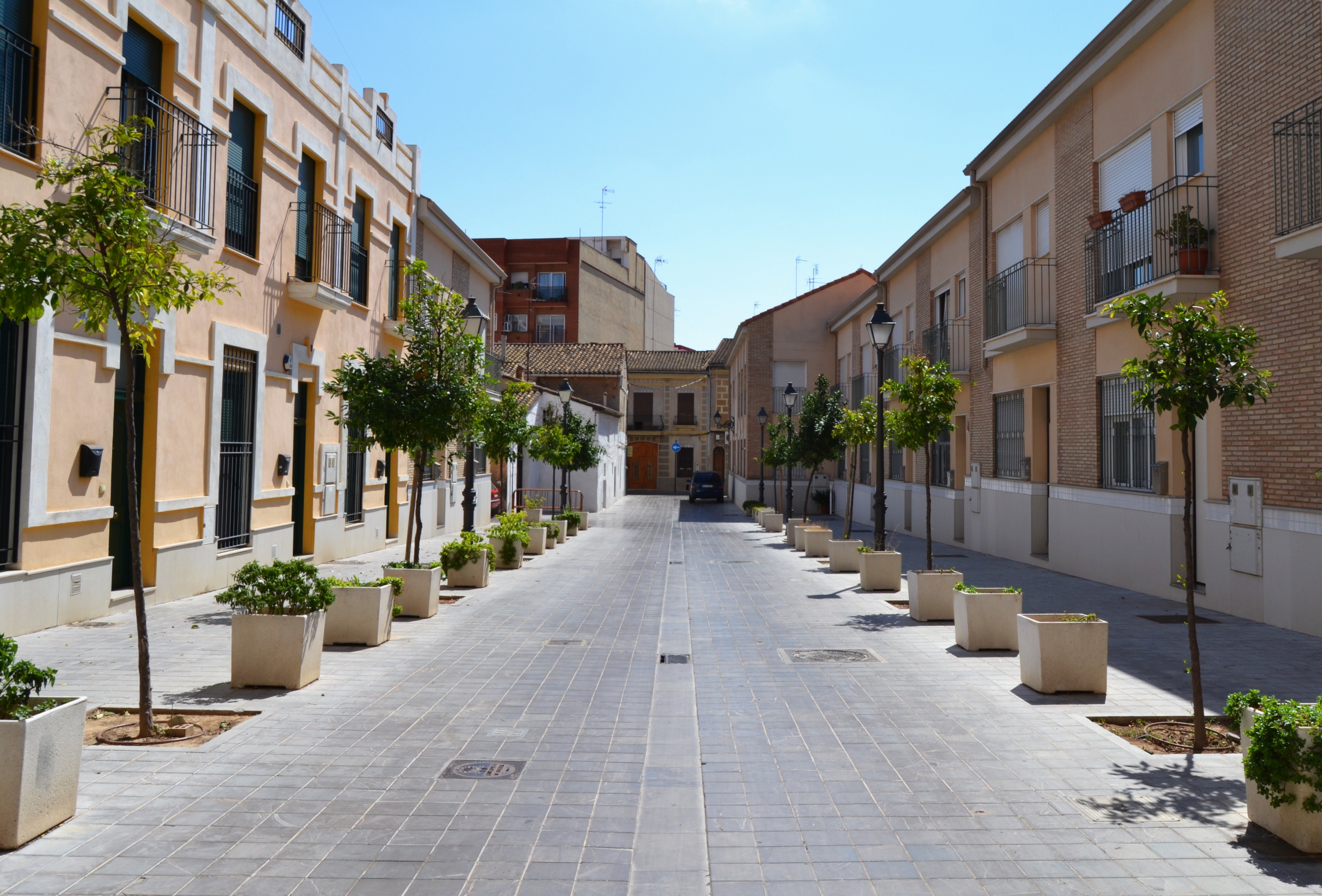
Vista de la calle dedicada al músico en el barrio de Campanar, de Valencia.

## Obras

### Orquesta
- 1974 Concert de cambra para orquesta de cámara
- 1975 Homenaje a Juan Ramón Jiménez, para guitarra y orquesta
- 1986 "Rituals i dances d'Algemesí" suite simfònica
- 1991 Breves reencuentros, para dos flautas y orquesta de cuerda
- 1991 Concert per a 4 Trompes i Orquestra
- Ausiàs March en Concert
- Concert para fagot y orquesta
- Concert para trompa y orquesta
- Sinfonietta
- Oda a Manuel de Falla, para orquesta de cuerda, clave (o piano) y percusión
- Tríptic Orquestral
  1. Preludi
  2. Coral
  3. Toccata

### Banda de Música
- 1957 Tarde de Abril - Abencerrajes, Marcha Mora
- 1958 Al·leluia, Marcha Cristiana
- 1962 Salm, Marcha Cristiana
- 1962 Tres Dances Valencianes
  1. Dansa Característica
  2. Ball de Velles
  3. Jota
- 1967Any d'alferis, Marcha Mora
- 1973 Concert para banda
  1. Allegro
  2. Adagio - Andante- Adagio
  3. Tempo de Marcia
- 1985 Iridiscencias Sinfónicas
  1. Hoqueto: Allegro non tanto: Allegretto grazioso - Allegro vivace
  2. Intermedio
  3. Ricercar: Moderato - Allegretto grazioso
- 1986 Elda, Marcha Mora
- 1990 La Romana
- 1991 Gloses II
  1. Moderato
  2. Mosso
  3. Moderato
  4. Mosso, con certo vivacita
  5. Allegro jubiloso
- 2001 Entornos - Sinfonía para instrumentos de viento
  1. Allegro Grazioso
  2. Lento
  3. Fanfarria y Coral
- 1986 Rituals i Dances d´Algemesí, suite simfónica para banda
- 2004 Aguiles i Cadenes, Marcha Cristiana

- El petit Adolfín Bernabéu, pasodoble
- El Somni, Marcha Mora
- Invencions per a banda
- Julio Pastor
- La Torre és Cristiana
- La Torre és Mora
- L'Ambaixador, Marcha Mora
- Les noces de llibertat
- Maria Rosa, pasodoble
- Marxa del centenari
- Moment de Festa
- Musical Apolo, pasodoble
- Paco Verdú, Marcha Mora
- Tino Herrera, Marcha Cristiana
- Tríptic per a Banda

### Música vocal
- 1994 Ariettas becquerianas, para soprano y piano - texto: Gustavo Adolfo Bécquer
- 1996 Canciones Marineras voor zang en piano - texto: Rafael Alberti
- 1995 Impromptus a María Luisa para soprano y orquesta - texto: Adrián Miró
- L´Infant de les quatre estacions voor zang en piano - texto: Maria Beneyto

### Música coral
- 1975 Tres Cançons Sentimentals, - texto: Joan Valls Jordà
  1. Tonada de joventut
  2. Cançoneta del foc secret
  3. La viudeta
- 1979 Retablo de Navidad: (sobre temas asturianos). Primer premio del II Concurso Nacional de Composición Coral sobre temas asturianos, organizado por la Federación Asturiana de Masas Corales.
- A Betlem m’en vaig
- Airecillos de Belén
- Exultate Deo para coro y órgano
- Tríptic Nadalenc

### Cantatas
- Quasi oliva speciosa, cantata a la Mare de Déu de l'Olivar, d'Alaquàs, para coro y orquesta - texto: Antoni Ferrer i Perales

### Teatro
- 1990 Tríptic de Tirant lo Blanc, cantata escénica
- 1992 El triomf de Tirant, ópera, 2 actos - libreto: Josep Lluís Sirera y Rodolf Sirera sobre "Tirant lo Blanc", de Joanot Martorell y Martí Joan de Galba, estrenada en Valencia

### Música de cámara
- 1970 Sonatina, para violín y piano
- 1972 Divertimento Giocoso para quinteto de viento
  1. Serenata
  2. Intermezzo
  3. Burlesca
  4. Ronda
- 1973 Cuaderno de Monóvar para cuarteto de cuerda
- 1976 Fantasía, para guitarra, violín y piano 
  1. Exaltación
- 1978 Sonatina Jovenívola, para flauta y piano (también para saxofón y piano)
- 1979 Suite Litúrgica, para viento y percusión
- 1985 Epifonias siete piezas para flauta y piano
- 1990 L'ós hispànic, para contrabajo y piano (también para tuba y piano)
- 1994 Tema i Variacions para quinteto de viento
- 2000 Celístia para violín, violonchelo y piano
- 1979 Tres Peces Breus para flauta, clarinete y fagot
  1. Rondino
  2. Cantinela
  3. Marxa
- Abracadabra
- Breves Reencuentros para dos flautas
- Breves Reencuentros para quinteto de cuerda
- Dédalo, para clarinete y piano
- 1979 Segundo Concierto de Cámara: Homenaje a Béla Bartók
- Improvisación en trío, para violín, trompa y piano
- Ofrena a Petrassi
- Peces heràldiques, para dos trompas y piano
- Sonata per a violoncel i piano
- Sonata, per a trompa i piano
- Tres Interludis, para tres trompas

### Piano
- 1960 Piezas Breves
- 1964 Variaciones para piano
- 1975 Quatre preludis per a piano
- 1979 Sonatina Naïf
- 1984 Homenajes
- 1987 Una página para Rubinstein

### Guitarra
- 1989 Homenaje a Johann Sebastian Bach, preludio y fuga sobre B-A-C-H
- Sonatina
- Suite Galaica